# ФК Йезеро
„Йезеро“ (на черногорски: Fudbalski klub Jezero Plav) е черногорски футболен клуб от град Плав.
Тимът се състезава на най-високото ниво на черногорския клубен футбол – Черногорската първа лига. 

## История на клуба
По различна информация клубът е основан през 1934.
Веднага се включва в долните дивизии на Югославия, а през 2001/02 добива правото да играе във Втора лига на Сърбия и Черна гора, щъдето играе само един сезон. След независимостта на страната, Йезеро играе във Втора лига, през 2007/08 за първи път се изкачва на най-високото стъпало Първа лига.

## Успехи
Национални
 Черна гора
- Черногорска първа лига
  - 5-о място (1): 2020/21
- Купа на Черна гора
  -  Финалист (1): 2023/24
- Втора лига на Черна гора:
  -  Шампион (1): 2007/08

 СР Югославия (1992 – 2003)
- Републиканска лига на Сърбия и Черна гора:
  -  Сребърен медалист (1): 2001/02